# Vermileonidae
I Vermileoni (Vermileonidae Nagatomi, 1977) sono una piccola famiglia di insetti dell'ordine dei Ditteri (Brachycera: Tabanomorpha). Insetti dalla biologia singolare, per la loro specificità hanno una collocazione sistematica incerta.
Il nome comune, in italiano, fa riferimento all'unica specie largamente diffusa nella penisola e nelle isole, Vermileo vermileo. In inglese, i Vermileonidae sono denominati comunemente wormlions ("vermi-leoni"), facendo riferimento alla generalità della famiglia.

## Interesse

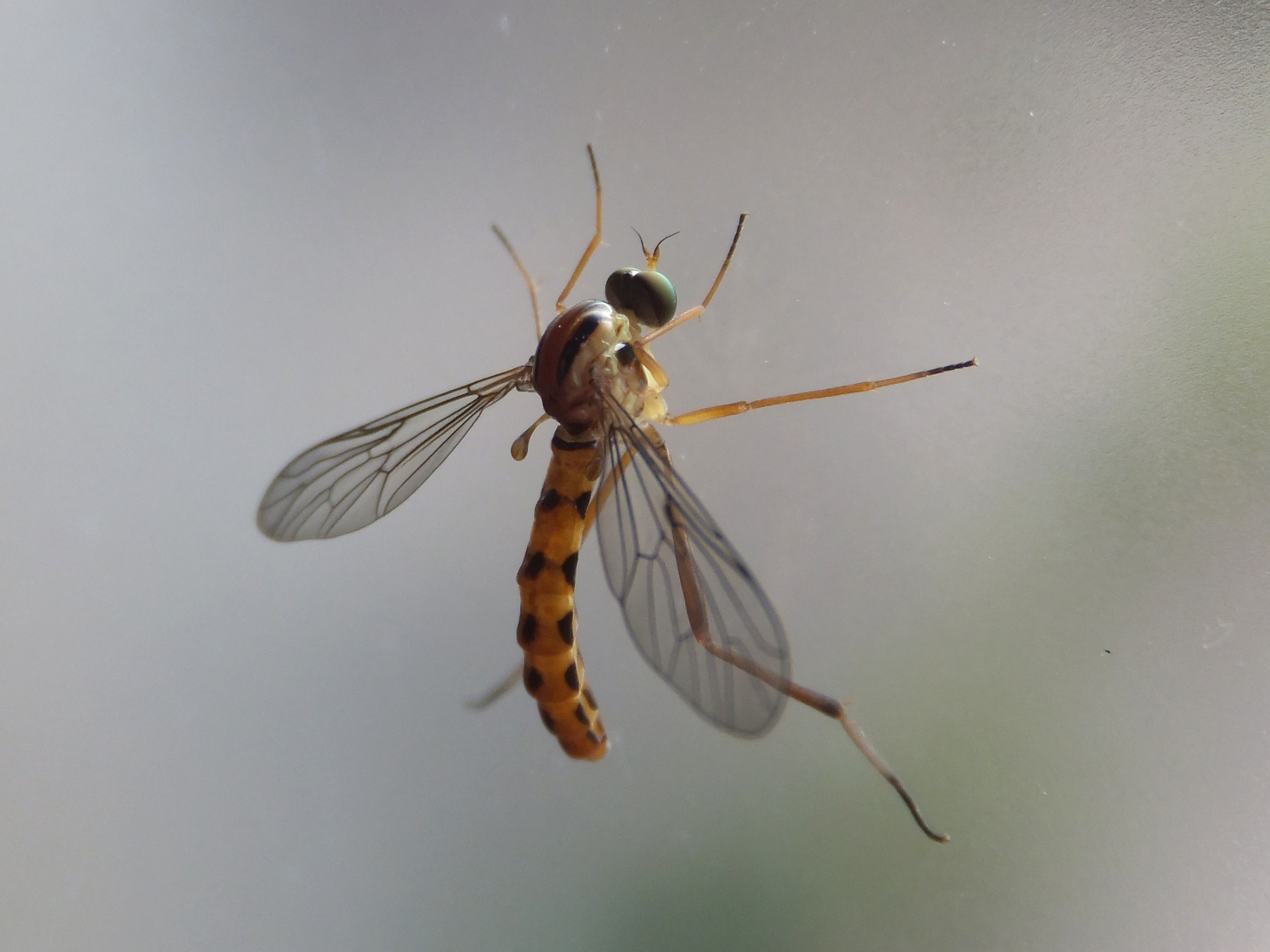
Vermileo vermileo

I Vermileonidae sono insetti di particolare interesse biologico perché le loro larve, predatrici catturano le prede sfruttando trappole ad imbuto scavate nella sabbia. Questo comportamento, unico nell'ambito dei Ditteri, ricorda in modo particolare quello della larva del formicaleone (Neuroptera: Myrmeleontidae). Nonostante appartengono ad ordini differenti e abbiano morfologie nettamente differenti, questi insetti occupano la stessa nicchia ecologica e mostrano molteplici analogie sotto l'aspetto etologico, mettendo in evidenza un tipico caso di convergenza evolutiva. La finalità biologica della trappola sarebbe un risparmio di risorse energetiche, in quanto l'insetto è dispensato dalla ricerca delle prede e deve limitarsi a ghermirle quando cadono nella buca.

## Descrizione
Gli adulti sono caratterizzati dall'avere un corpo esile e slanciato, apparentemente simile a quello dei Nematoceri.
Il capo presenta grandi occhi, con regione fronto-clipeale appiattita, antenne inserite fra gli occhi e di tipo aristato, con terzo antennomero portante uno stilo.
Il torace è robusto e dorsalmente convesso. Le zampe sono lunghe e sottili, sono provviste di speroni all'apice delle tibie anteriori ed hanno pretarsi trilobati, provvisti di pulvilli e arolio. Le ali sono lunghe e ristrette alla base. Caratteristica è l'assenza dell'alula e il ridotto sviluppo della regione anale, ampia ma appena pronunciata. L'addome è lungo, ristretto alla base.
La nervatura alare, di tipo primitivo, ha la stessa struttura ricorrente fra i Tabanomorpha e la morfologia riprende in parte quella degli Athericidae e quella dei Rhagionidae. La costa si estende sull'intero margine, la subcosta è evidente ma ravvicinata alla radio. La radio presenta quattro ramificazioni, per fusione di R2 e R3. Il tratto basale del settore radiale è relativamente breve rispetto a quello dei Tabanoidea e la biforcazione R2+3 si apre comprendendo l'apice dell'ala in corrispondenza della seconda cellula submarginale (m4). La media si suddivide in quattro rami, di cui i primi tre traggono origine dai vertici distali della cellula discale. La cubito tende a convergere con l'anale, ma confluisce indipendentemente sul margine. Questo carattere, presente anche in alcuni Rhagionidae, è insolito fra i Brachiceri, caratterizzati dalla chiusura della cellula cup e potrebbe far confondere i Vermileonidae con un nematocero. Caratteristica dei Vermileonidae è inoltre la conformazione della cellula cup, stretta e allungata. Con gli Athericidae condivide due caratteri: la quarta cellula posteriore (m3) tende a chiudersi, per la convergenza dei rami M3 e M4, e la cellula discale tende ad assumere una posizione eccentrica verso il margine, determinando un maggiore sviluppo in lunghezza delle cellule basali e un ridotto sviluppo di quelle posteriori m2 e m3.
La larva è apoda e microcefala, con capo infossato nell'addome. Ha un corpo cilindrico, leggermente ingrossato in senso cefalo-caudale. È provvista di uno pseudopodio, adattato alla predazione, e di una serie trasversale di processi spinosi nell'addome, usata per ancorarsi al substrato.

## Biologia
Gli adulti hanno una vita breve, limitata a pochi giorni e si nutrono di nettare. Le femmine depongono le uova sul suolo, che schiudono dopo circa una settimana. Lo sviluppo postembrionale dura circa un anno e al termine di questo periodo la larva si impupa. Dopo circa un mese si ha lo sfarfallamento.
Indagini condotte sul comportamento delle larve di Vermileo vermileo sembrano avvalorare l'ipotesi che il vermileone sceglie substrati adatti per la predazione in base alla temperatura, all'umidità e, soprattutto, alla tessitura. Nella fattispecie sono preferiti substrati asciutti, al riparo dalla pioggia e composti da sabbia fine o polvere o sabbia frammista a polvere. Oltre a facilitare i movimenti della larva e la costruzione della trappola, la granulometria del substrato sembra condizionare l'efficienza della predazione, influendo sia sulle dimensioni e la forma della buca sia sulla possibilità di successo della cattura, riducendo la possibilità che la preda possa sfuggire abbandonando la trappola.
La larva si nasconde sotto la sabbia e vi attende le prede, rappresentate da piccoli artropodi. Quando una preda cade nella buca, il dittero la seppellisce colpendola con l'addome e la ghermisce sfruttando lo pseudopodio e l'apparato boccale. Al termine del pasto, i resti della vittima vengono portati fuori dalla buca.
Indagini comparate condotte da DEVETAK sulle relazioni fra Vermileo vermileo e il formicaleone Euroleon nostras (Neuroptera: Myrmeleontidae) hanno messo in evidenza che queste due specie occupano la stessa nicchia ecologica nello stesso habitat, con una leggera differenza sulle caratteristiche del substrato. Il vermileone predilige infatti un substrato con tessitura mediamente più fine. Fra le due specie intercorre una competizione interspecifica: in caso di coesistenza nel medesimo sito, aumentano i casi di cannibalismo; fra le due specie tende a prevalere il dittero, in quanto la densità di popolazione del formicaleone si riduce in presenza del dittero.

## Filogenesi ed evoluzione

Schema della nervatura alare. Legenda:
Nervature longitudinali: C: costa; Sc: subcosta; R: radio; M: media; Cu: cubito; A: anale.
Nervature trasversali: h: omerale; r-m: radio-mediale; m-m: mediale; m-cu: medio-cubitale.
Cellule: d: discale; br: 1ª basale; bm: 2ª basale; r_{1}: marginale; r_{4}: 2ª submarginale; m_{1}: 2ª posteriore; m_{2}: 3ª posteriore; m_{3}: 4ª posteriore; cup: cellula cup.

L'unico fossile attribuito a questa famiglia fa capo ad una specie estinta, Protovermileo electricus, rinvenuta nell'ambra baltica e, quindi, risalente alla fine dell'Eocene. In passato era attribuito ai Vermileonidae anche il fossile Protobrachyceron liasinum, risalente al Giurassico inferiore, ma attualmente incluso in una famiglia estinta
Sotto l'aspetto filogenetico, i Vermileonidae sono strettamente correlati ai Tabanoidea. Nel cladogramma rappresentano il ramo più primitivo del clade monofiletico che si identifica con i Tabanomorpha, a sua volta in relazione con il clade dei Xylophagomorpha.
| Tabanomorpha | \| \| Tabanoidea \| \| \| \| \| \| Vermileonidae \| \| \| \| |
|              | \| \| Tabanoidea \| \| \| \| \| \| Vermileonidae \| \| \| \| |
|              | Xylophagidae                                                 |
|              |                                                              |
|              | Tabanoidea                                                   |
|              |                                                              |
|              | Vermileonidae                                                |
|              |                                                              |

|  | Tabanoidea    |
|  |               |
|  | Vermileonidae |
|  |               |

## Sistematica e diffusione
In passato i Vermileonidae erano compresi come sottofamiglia (Vermileoninae) nella famiglia dei Rhagionidae. NAGATOMI (1977) separò i Vermileoninae elevandoli al rango di famiglia. Successive revisioni della sistematica dei Brachiceri inferiori hanno portato a nuovi inquadramenti tassonomici che rendono incerta e controversa la posizione di questi ditteri. In particolare la letteratura più recente riporta due differenti inquadramenti, definiti fra gli anni ottanta e novanta.
WOODLEY (1989) ha suddiviso i Brachiceri in quattro infraordini, fra i quali sono contemplati i Tabanomorpha; nell'ambito di questi ultimi distingue due superfamiglie, quella dei Tabanoidea, che in precedenza si identificava con l'intero infraordine, e quella dei Vermileonoidea, in cui posiziona come unica famiglia i Vermileonidae. GRIFFITHS (1994) contempla una suddivisione più complessa dei Brachiceri, con sei infraordini: dai Muscomorpha distingue infatti i raggruppamenti che fanno capo ai Brachiceri inferiori, includendoli in un infraordine distinto (Asilomorpha), e dai Tabanomorpha separa i Vermileonidae spostandoli in un infraordine proprio, denominato Vermileonomorpha. I due inquadramenti sono entrambi citati, ma in generale si adotta con maggior favore la classificazione di WOODLEY, con l'inquadramento dei Vermileonidae in una propria superfamiglia nell'ambito dei Tabanomorpha.
La famiglia comprende circa una 60 specie ripartite fra 10 generi:
- Alhajarmyia, con una specie
- Isalomyia, con una specie
- Lampromyia, con 13 specie
- Leptynoma, con sette specie
- Mamaquamyia, con una specie
- Vermileo, con dieci specie
- Vermilynx, con due specie
- Vermiophis, con sette specie
- Vermipardus, con tredici specie
- Vermitigris, con quattro specie

## Distribuzione
Malgrado il numero limitato di specie, la famiglia ha un'ampia diffusione, comprendendo tutte le regioni zoogeografiche della Terra ad eccezione dell'Australasia e dell'Antartide. Va tuttavia precisato che le specie neotropicali sono presenti nelle zone settentrionali (Messico e Caraibi) e del tutto assenti in Sudamerica. Il maggior grado di biodiversità, in termini di numero di specie e numero di generi, si ha nella regione afrotropicale.
Il genere più rappresentativo, per diffusione, è Vermileo, assente solo nella regione orientale. Vermileo è anche l'unico genere rappresentato nel continente americano. Vermitigris è endemico della regione orientale e unico genere ivi rappresentato. Vermiophis è endemico del paleartico orientale (Cina). Lampromyia ha un'ampia diffusione con un areale frazionato che comprende le regioni mediterranee del bacino occidentale, lo Zimbabwe e il Sudafrica.
I rimanenti cinque generi sono presenti esclusivamente nella regione afrotropicale, in gran parte con specie segnalate nelle regioni meridionali del continente africano. Solo tre specie sono presenti, rispettivamente, in Sudan, nella penisola arabica (Oman) e in Madagascar, mentre non si hanno altre segnalazioni relative al territorio compreso fra i due Tropici. Per il genere Leptonomyia, SANTOS cita la presenza contemporanea di una specie nel Paleartico e in Namibia, tuttavia questa distribuzione anomala non trova corrispondenza in altre fonti.
In Europa i Vermileonidae sono rappresentati per lo più nell'area mediterranea e solo dai generi Lampromyia, con cinque specie, e Vermileo, con quattro specie. In Italia ha un'ampia diffusione il vermileone propriamente detto, Vermileo vermileo. È invece incerta la presenza di Lampromyia iberica (syn. L. pallida), specie autoctona della Spagna segnalata con riserva anche in Sicilia.